# Конрад II фон Тюбинген-Херенберг
Конрад II фон Тюбинген-Херенберг (на немски: Konrad II Graf, Pfalzgraf von Tübingen-Herrenberg; † 1382/1391) е граф и пфалцграф на Тюбинген в Херенберг.

## Произход
Той е син на граф Конрад I фон Тюбинген-Херенберг († 1377) и съпругата му Маргарета Шпет фон Файминген († сл. 1370), вдовица на Бертхолд фон Айхен († 1 май 1330), дъщеря на Херман Шпет фон Щайнхарт-Файминген († сл. 1339) и фон Нойфен-Марщетен, дъщеря на граф Албрехт III фон Нойфен-Марщетен-Грайзбах († 1306) и Елизабет фон Грайзбах († сл. 1316).
Конрад II има две сестри, Маргарет фон Тюбинген († сл. 1385), омъжена 1314 г. за Валтер VII фон Геролдсек († сл. 1379), и Линка фон Тюбинген († сл. 1379), монахиня в Кирхберг.

## Фамилия
Конрад II фон Тюбинген-Херенберг се жени пр. 23 април 1370 г. за Верена фон Фюрстенберг-Баар (* ок. 1348/1360; † сл. 1391), дъщеря на граф Хайнрих III фон Фюрстенберг († 1367) и Анна фон Монфор-Тетнанг († 1373). Те имат децата:
- Анастасия фон Тюбинген († сл. 1406), абатиса на „Св. Маргарета“ във Валдкирх
- Хайнрих III фон Тюбинген-Херенберг († 1381)
- Анна фон Тюбинген († сл. 1382)
- Кунигунда фон Тюбинген († сл. 1382)
- Агнес фон Тюбинген († сл. 1413), омъжена пр. 15 април 1413 г. за Брун (Еберхард) фон Лупфен († пр. 21 септември 1439), син на Еберхард IV фон Щюлинген († 1380) и Урсула фон Хоенберг-Ротенбург († сл. 1380)
- Ута фон Тюбинген († сл. 1396), абатиса на Оберстенфелд
- Маргарета фон Тюбинген († сл. 25 юли 1414), омъжена ок. 20 април 1381 г. в Херенберг за маркграф Хесо фон Баден-Хахберг († 1409), син на маркграф Хайнрих IV фон Баден-Хахберг, ландграф фон Брайзгау († 1370) и Анна фон Юзенберг († 1356)